# Ludvig Holberg
Ludvig Holberg, baró d'Holberg (Bergen, Noruega, el 3 de desembre de 1684 - Copenhaguen, el 28 de gener de 1754) fou un dramaturg, historiador i assagista danès de la Il·lustració, considerat el pare de la literatura danesa.
El 1884, en ocasió de les festes dedicades a Holberg, el compositor danès Axel Grandjean, publicà una col·lecció de música, escrita pels drames de l'il·lustre escriptor.

## Obra dramàtica
- Den Vægelsindede. 1722.
- Jean de France eller Hans Frandsen. 1722.
- Jeppe paa Bjerget eller den forvandlede Bonde. 1722.
- Mester Gert Westphaler. 1722.
- Barselstuen. 1723
- Den ellefte Junii. 1723
- Jacob von Tyboe eller den stortalende Soldat. 1723
- Ulysses von Ithacia. 1723
- Erasmus Montanus eller Rasmus Berg. 1723
- Don Ranudo de Colibrados. 1723
- Uden Hoved og Hale. 1723
- Den Stundesløse. 1723
- Hexerie eller Blind Allarm. 1723
- Melampe. 1723
- Det lykkelige Skibbrud. 1724
- Det Arabiske Pulver. 1724
- Mascarade. 1724
- Julestuen. 1724
- De Usynlige. 1724
- Kildereisen. 1725
- Henrich og Pernille. 1724-1726
- Den pantsatte Bondedreng. 1726
- Pernilles korte Frøkenstand. 1727
- Den Danske Comoedies Liigbegængelse. 1727
- Den honette Ambition. 1731
- Plutus eller Proces imellom Fattigdom og Riigdom. 1753
- Husspøgelse eller Abracadabra. 1753
- Philosophus udi egen Indbildning. 1754
- Republiqven eller det gemeene Bedste. 1754
- Sganarels Rejse til det philosophiske Land. 1754

## Traduccions al català
- El viatge a sota terra de Niels Klim. Traducció de Vicenç Reglà. Adesiara editorial, Martorell, 2011.

1. ↑  Enciclopèdia Espasa Volum núm. 26, pàg. 1071 (ISBN 84-239-4526-X)